# ベン・ヘンダーソン
ベン・ヘンダーソン（Ben Henderson、1983年11月16日 - ）は、アメリカ合衆国の男性元総合格闘家。コロラド州コロラドスプリングス出身。MMAラボ所属。元UFC世界ライト級王者。元WEC世界ライト級王者。ベンソン・ヘンダーソン（Benson Henderson）とも表記される。

## 来歴
国際結婚した両親は幼い頃に離婚し、12歳の頃から母親の勧めでテコンドーを経験。高校からレスリングを始めた。ネブラスカ大学卒業後は警察官になるつもりでいたが、大学の友人に煽られて総合格闘技の試合に出た事をきっかけに総合格闘家を目指す。その後、ホイス・グレイシーの弟子ジョン・クラウチの下でブラジリアン柔術を学んだ。大学では犯罪司法学と社会学を専攻して卒業している。
総合格闘技では大学在学中の2006年にプロデビュー。3戦目で初めての敗北を喫したものの、その後2008年までローカル大会で5連勝を収めた。

### WEC
2009年1月25日、WEC初参戦となったWEC 38でアンソニー・ヌジョクアニと対戦し、ギロチンチョークで一本勝ち。
2009年10月10日、WEC 43でWEC世界ライト級王者ジェイミー・ヴァーナーが負傷により防衛戦を行えず、WEC世界ライト級暫定王座決定戦でドナルド・セラーニと対戦し、3-0の判定勝ちを収め王座獲得に成功。ファイト・オブ・ザ・ナイトを受賞した。
2010年1月10日、WEC 46で正規王者ジェイミー・ヴァーナーとWEC世界ライト級王座統一戦で対戦し、ギロチンチョークで一本勝ちを収め王座統一に成功した。
2010年4月24日、WEC 48でドナルド・セラーニとWEC世界ライト級タイトルマッチで再戦し、ギロチンチョークで一本勝ちを収め王座の初防衛に成功。サブミッション・オブ・ザ・ナイトを受賞した。
2010年12月16日、WEC 53でアンソニー・ペティスと防衛戦を行うも、非常に珍しい金網を蹴ってからの三角飛び蹴りでダウンを奪われ0-3の判定負け。約3年半ぶりの敗戦で王座から陥落した。

### UFC
2011年4月30日、UFC初参戦となったUFC 129でマーク・ボーチェックと対戦し、3-0の判定勝ちを収めた。
2011年11月12日、UFC on FOX 1のライト級王座挑戦者決定戦でクレイ・グイダと対戦。熱戦を制し3-0の判定勝ち。ファイト・オブ・ザ・ナイトを受賞した。
2012年2月26日、日本で開催されたUFC144のUFC世界ライト級タイトルマッチで王者のフランク・エドガーに挑戦し、3-0の判定勝ちを収め王座獲得に成功した。ファイト・オブ・ザ・ナイトを受賞した。
2012年8月11日、UFC 150のUFC世界ライト級タイトルマッチで挑戦者のフランク・エドガーと再戦。前回以上に接戦となり2-1の判定勝ちを収め王座の初防衛に成功した。
2012年12月8日、UFC on FOX 5のUFC世界ライト級タイトルマッチで挑戦者のネイト・ディアスと対戦し、3-0の判定勝ちを収め2度目の王座防衛に成功した。
2013年4月20日、UFC on FOX 7のUFC世界ライト級タイトルマッチでStrikeforce世界ライト級王者でライト級ランキング1位のギルバート・メレンデスと対戦し、2-1の判定勝ちを収め3度目の王座防衛に成功した。勝利者インタビューでブーイングを浴びながら恋人にプロポーズを行った。
2013年6月、ジョン・クラウチからブラジリアン柔術黒帯を授与された。
2013年8月31日、UFC 164のUFC世界ライト級タイトルマッチでライト級ランキング2位の挑戦者アンソニー・ペティスと再戦。ミドルキックを効かされ、最後は下からの腕ひしぎ十字固めで1R一本負けで王座から陥落した。当初は同大会でTJ・グラントと対戦する予定であったが、グラントの負傷欠場により対戦相手がペティスに変更された。
2014年1月25日、UFC on FOX 10でライト級ランキング4位のジョシュ・トムソンと対戦し、2-1の判定勝ち。
2014年6月7日、UFC Fight Night: Henderson vs. Khabilovでライト級ランキング11位のルスタム・ハビロフと対戦。4Rにパンチでダウンさせてからリアネイキドチョークで一本勝ち。パフォーマンス・オブ・ザ・ナイトを受賞した。
2014年8月23日、UFC Fight Night: Henderson vs. dos Anjosでライト級ランキング5位のハファエル・ドス・アンジョスと対戦。左フックを顎に受けダウンした瞬間レフェリーに失神したとみなされKO負け。レフェリーの裁定に不満のある観客からブーイングが起きるも、ヘンダーソンは「いいことだけでなく悪いことも受け入れなきゃいけないんだ」と裁定を受け入れる旨のコメントをした。
2015年1月18日、UFC Fight Night: McGregor vs. Siverでライト級ランキング3位のドナルド・セラーニと対戦し、0-3の判定負け。
2015年2月14日、ウェルター級転向初戦となったUFC Fight Night: Henderson vs. Thatchでブランドン・ザッチと対戦し、リアネイキドチョークで一本勝ち。ファイト・オブ・ザ・ナイトを受賞した。

### Bellator
2016年4月22日、Bellator初参戦となったBellator 153のBellator世界ウェルター級タイトルマッチで王者のアンドレイ・コレシュコフに挑戦し、0-3の判定負けを喫し王座獲得に失敗した。
2016年11月19日、Bellator 165のBellator世界ライト級タイトルマッチで王者のマイケル・チャンドラーに挑戦し、1-2の判定負けを喫し王座獲得に失敗した。
2023年3月10日、Bellator 292のBellatorライト級ワールドグランプリ1回戦として行われたBellator世界ライト級タイトルマッチで王者ウスマン・ヌルマゴメドフに挑戦し、リアネイキドチョークで1R一本負け。グランプリ1回戦敗退となり、試合後に引退を発表した。

## 人物・エピソード
- 在韓米軍勤務のアフリカ系アメリカ人の父親と韓国人の母親を持つハーフである[7]。
- 敬虔なクリスチャンであり、天使の翼を象った刺青を背中全面に入れている。
- 爪楊枝を咥えるのが癖で、爪楊枝を口の中に入れたまま試合をしたこともある[8]。
- 一日にトレーニングを四度行う日を週3、4日持っており、その日に取る食事は8食。サプリメントは一切摂らない主義で、アルコールの類も口にしない。母親が韓国人である事から朝鮮料理を食べる機会が多いという。好物は焼肉[9]。
- 趣味は読書で週末には本屋に行く事が多く、聖書に関連した書物や漫画を好んで読む[10]。
- 尊敬する人物はイエス・キリスト、母親、クラーク・ケント、スティーブ・ロジャースである[11]。
- 総合格闘家として活躍しながら並行してブラジリアン柔術の大会にも出場している[12]。

## 戦績

### プロ総合格闘技
| 総合格闘技 戦績 | 総合格闘技 戦績 | 総合格闘技 戦績 | 総合格闘技 戦績 | 総合格闘技 戦績 | 総合格闘技 戦績 | 総合格闘技 戦績 |
| --------------- | --------------- | --------------- | --------------- | --------------- | --------------- | --------------- |
| 42 試合         | (T)KO           | 一本            | 判定            | その他          | 引き分け        | 無効試合        |
| 30 勝           | 3               | 11              | 16              | 0               | 0               | 0               |
| 12 敗           | 2               | 3               | 7               | 0               | 0               | 0               |

| 勝敗 | 対戦相手                     | 試合結果                             | 大会名                                                                                      | 開催年月日     |
| ×    | ウスマン・ヌルマゴメドフ     | 1R 2:37 リアネイキドチョーク         | Bellator 292 【Bellator世界ライト級タイトルマッチ/Bellatorライト級ワールドグランプリ1回戦】 | 2023年3月11日  |
| ○    | ピーター・クウィリー         | 5分5R終了 判定3-0                    | Bellator 285: Henderson vs. Queally                                                         | 2022年9月23日  |
| ○    | イスラム・マメドフ           | 5分3R終了 判定2-1                    | Bellator 273: Bader vs. Moldavsky                                                           | 2022年1月29日  |
| ×    | ブレント・プリムス           | 5分3R終了 判定0-3                    | Bellator 268: Nemkov vs. Anglickas                                                          | 2021年10月16日 |
| ×    | ジェイソン・ジャクソン       | 5分3R終了 判定0-3                    | Bellator 253: Caldwell vs. McKee                                                            | 2020年11月19日 |
| ×    | マイケル・チャンドラー       | 1R 2:09 KO（左ストレート→パウンド）  | Bellator 243: Chandler vs. Henderson 2                                                      | 2020年8月7日   |
| ○    | マイルズ・ジュリー           | 5分3R終了 判定3-0                    | Bellator 227                                                                                | 2019年9月27日  |
| ○    | アダム・ピッコロッティ       | 5分3R終了 判定2-1                    | Bellator 220: MacDonald vs. Fitch                                                           | 2019年4月27日  |
| ○    | サード・アワッド             | 5分3R終了 判定3-0                    | Bellator 208: Fedor vs. Sonnen                                                              | 2018年10月13日 |
| ○    | ロジャー・ウエルタ           | 2R 0:49 ギロチンチョーク             | Bellator 196: Henderson vs. Huelta                                                          | 2018年4月6日   |
| ×    | パトリッキー・ピットブル     | 5分3R終了 判定1-2                    | Bellator 183: Henderson vs. Pitbull                                                         | 2017年9月23日  |
| ×    | マイケル・チャンドラー       | 5分5R終了 判定1-2                    | Bellator 165: Chandler vs. Henderson 【Bellator世界ライト級タイトルマッチ】                 | 2016年11月19日 |
| ○    | パトリシオ・ピットブル       | 2R 2:26 TKO（右脚の負傷）            | Bellator 160: Henderson vs. Pitbull                                                         | 2016年8月26日  |
| ×    | アンドレイ・コレシュコフ     | 5分5R終了 判定0-3                    | Bellator 153: Koreshkov vs. Henderson 【Bellator世界ウェルター級タイトルマッチ】            | 2016年4月22日  |
| ○    | ホルヘ・マスヴィダル         | 5分5R終了 判定2-1                    | UFC Fight Night: Henderson vs. Masvidal                                                     | 2015年11月28日 |
| ○    | ブランドン・ザッチ           | 4R 3:58 リアネイキドチョーク         | UFC Fight Night: Henderson vs. Thatch                                                       | 2015年2月14日  |
| ×    | ドナルド・セラーニ           | 5分3R終了 判定0-3                    | UFC Fight Night: McGregor vs. Siver                                                         | 2015年1月18日  |
| ×    | ハファエル・ドス・アンジョス | 1R 2:31 KO（左フック）               | UFC Fight Night: Henderson vs. dos Anjos                                                    | 2014年8月23日  |
| ○    | ルスタム・ハビロフ           | 4R 1:16 リアネイキドチョーク         | UFC Fight Night: Henderson vs. Khabilov                                                     | 2014年6月7日   |
| ○    | ジョシュ・トムソン           | 5分5R終了 判定2-1                    | UFC on FOX 10: Henderson vs. Thomson                                                        | 2014年1月25日  |
| ×    | アンソニー・ペティス         | 1R 4:31 腕ひしぎ十字固め             | UFC 164: Henderson vs. Pettis 【UFC世界ライト級タイトルマッチ】                             | 2013年8月31日  |
| ○    | ギルバート・メレンデス       | 5分5R終了 判定2-1                    | UFC on FOX 7: Henderson vs. Melendez 【UFC世界ライト級タイトルマッチ】                      | 2013年4月20日  |
| ○    | ネイト・ディアス             | 5分5R終了 判定3-0                    | UFC on FOX 5: Henderson vs. Diaz 【UFC世界ライト級タイトルマッチ】                          | 2012年12月8日  |
| ○    | フランク・エドガー           | 5分5R終了 判定2-1                    | UFC 150: Henderson vs. Edgar 2 【UFC世界ライト級タイトルマッチ】                            | 2012年8月11日  |
| ○    | フランク・エドガー           | 5分5R終了 判定3-0                    | UFC 144: Edgar vs. Henderson 【UFC世界ライト級タイトルマッチ】                              | 2012年2月26日  |
| ○    | クレイ・グイダ               | 5分3R終了 判定3-0                    | UFC on FOX 1: Velasquez vs. dos Santos                                                      | 2011年11月12日 |
| ○    | ジム・ミラー                 | 5分3R終了 判定3-0                    | UFC Live: Hardy vs. Lytle                                                                   | 2011年8月14日  |
| ○    | マーク・ボーチェック         | 5分3R終了 判定3-0                    | UFC 129: St-Pierre vs. Shields                                                              | 2011年4月30日  |
| ×    | アンソニー・ペティス         | 5分5R終了 判定0-3                    | WEC 53: Henderson vs. Pettis 【WEC世界ライト級タイトルマッチ】                              | 2010年12月16日 |
| ○    | ドナルド・セラーニ           | 1R 1:57 ギロチンチョーク             | WEC 48: Aldo vs. Faber 【WEC世界ライト級タイトルマッチ】                                    | 2010年4月24日  |
| ○    | ジェイミー・ヴァーナー       | 3R 2:41 ギロチンチョーク             | WEC 46: Varner vs. Henderson 【WEC世界ライト級王座統一戦】                                  | 2010年1月10日  |
| ○    | ドナルド・セラーニ           | 5分5R終了 判定3-0                    | WEC 43: Cerrone vs. Henderson 【WEC世界ライト級暫定王座決定戦】                             | 2009年10月10日 |
| ○    | シェーン・ローラー           | 1R 1:41 TKO（右ストレート→パウンド） | WEC 40: Torres vs. Mizugaki                                                                 | 2009年4月5日   |
| ○    | アンソニー・ヌジョクアニ     | 2R 0:42 ギロチンチョーク             | WEC 38: Varner vs. Cerrone                                                                  | 2009年1月25日  |
| ○    | ディエゴ・サライバ           | 5分3R終了 判定3-0                    | Evolution MMA                                                                               | 2008年10月4日  |
| ○    | リチャード・ティアロン       | 2R 3:49 ギロチンチョーク             | MFC 17: Hostile Takeover                                                                    | 2008年7月25日  |
| ○    | マイク・マエスタス           | 3R 4:11 チョークスリーパー           | MFC 16: Anger Management                                                                    | 2008年5月9日   |
| ○    | ブライアン・コーリー         | 1R 2:36 チョークスリーパー           | VFC 21: Infamous                                                                            | 2007年12月7日  |
| ○    | デビッド・ダグロリア         | 1R 1:45 ギブアップ（パンチ連打）     | UCE Round 26: Episode 12                                                                    | 2007年6月23日  |
| ×    | ロッキー・ジョンソン         | 1R 0:46 アナコンダチョーク           | Battlequest 5: Avalanche                                                                    | 2007年3月31日  |
| ○    | アレン・ウィリアムス         | 1R 1:37 TKO（パンチ連打）            | VFC 18: Hitmen                                                                              | 2007年2月16日  |
| ○    | ダン・グレガリー             | 1R 4:21 ギブアップ（パンチ連打）     | Midwest Championship Fighting: Genesis                                                      | 2006年11月18日 |

### アマチュア総合格闘技
| 勝敗 | 対戦相手                 | 試合結果              | 大会名                            | 開催年月日    |
| ×    | チャド・クリンゲンスミス | 2R 1:47 TKO（パンチ） | Ring of Fire 27: Collision Course | 2006年12月9日 |

### グラップリング
| 勝敗 | 対戦相手             | 試合結果         | 大会名                                   | 開催年月日     |
| ×    | マルセロ・マフラ     | ポイント2-4      | 世界ノーギ柔術選手権 【ミドル級 準決勝】 | 2014年10月4日  |
| ○    | ホムロ・カバウカンテ | ポイント         | 世界ノーギ柔術選手権 【ミドル級 2回戦】  | 2014年10月4日  |
| ○    | リオ・イトゥラーデ   | ポイント         | 世界ノーギ柔術選手権 【ミドル級 1回戦】  | 2014年10月4日  |
| ×    | オタービオ・ソウザ   | 腕ひしぎ十字固め | ADCC Worlds 2013 【77kg未満級 2回戦】    | 2013年10月19日 |
| ○    | レオナルド・ノゲイラ | ポイント         | ADCC Worlds 2013 【77kg未満級 1回戦】    | 2013年10月19日 |

## 獲得タイトル
- WEC世界ライト級暫定王座（2009年）
- 第7代WEC世界ライト級王座（2010年）
- 第5代UFC世界ライト級王座（2012年）

## 表彰
- ブラジリアン柔術 黒帯
- テコンドー 黒帯
- UFC ファイト・オブ・ザ・ナイト（3回）
- UFC パフォーマンス・オブ・ザ・ナイト（1回）
- WEC ファイト・オブ・ザ・ナイト（2回）
- WEC サブミッション・オブ・ザ・ナイト（1回）
- SHERDOG ファイト・オブ・ザ・イヤー（2009年）
- SHERDOG ファイター・オブ・ザ・イヤー（2012年）
- ESPN ファイター・オブ・ザ・イヤー（2012年）
- ESPN ファイト・オブ・ザ・イヤー（2012年/フランク・エドガー第1戦）
- USAトゥデイ ファイト・オブ・ザ・イヤー（2010年/アンソニー・ペティス戦1戦）
- スポーツ・イラストレイテッド ファイト・オブ・ザ・イヤー（2009年/ドナルド・セラーニ第1戦）